# Cyrtodactylus pubisulcus
Cyrtodactylus pubisulcus este o specie de șopârle din genul Cyrtodactylus, familia Gekkonidae, ordinul Squamata, descrisă de Inger 1958. Conform Catalogue of Life specia Cyrtodactylus pubisulcus nu are subspecii cunoscute.